# Kaskinen

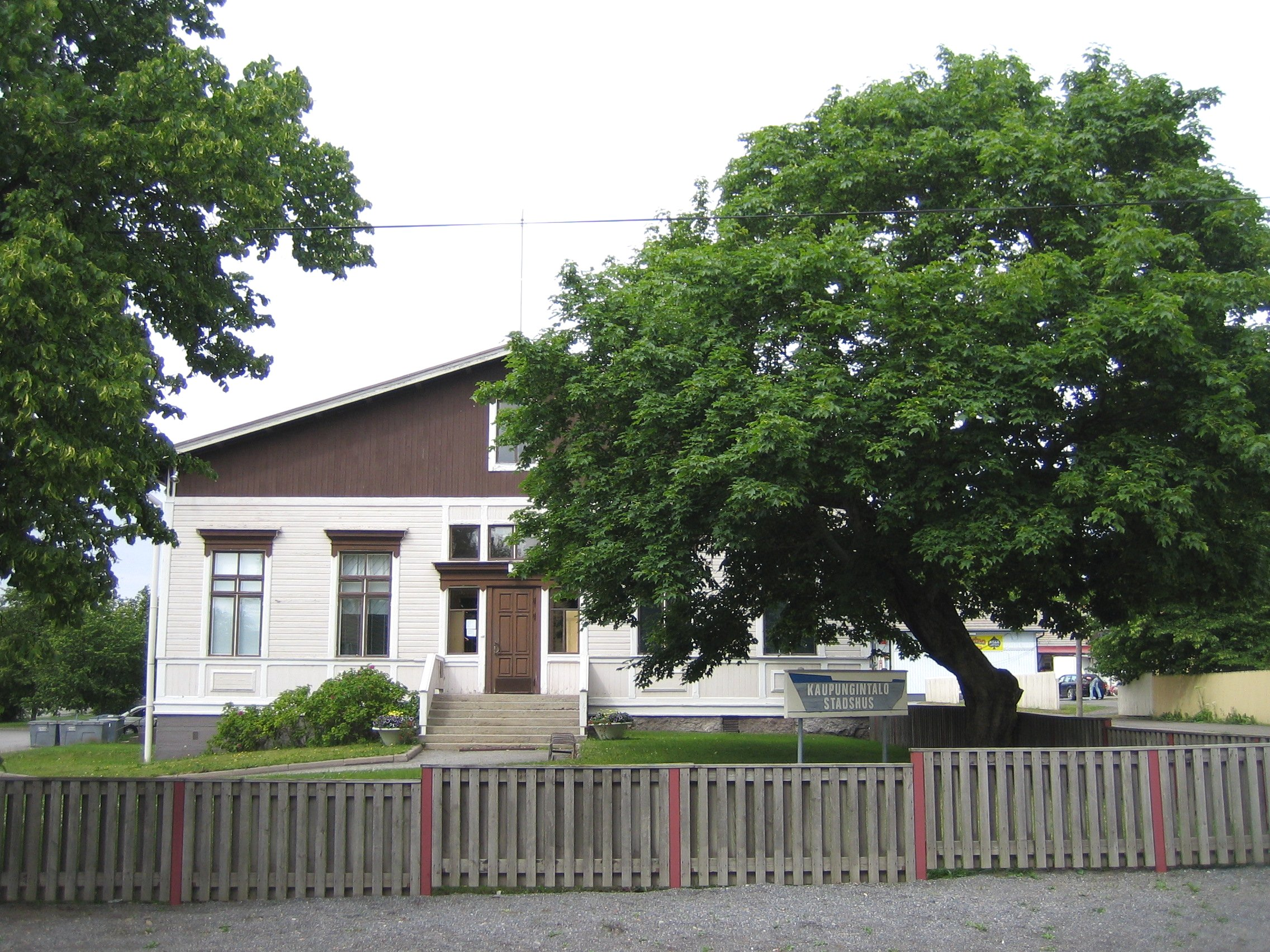
Ajuntament de Kaskinen

Kaskinen (Kaskö en suec) és una ciutat de Finlàndia de la província de Finlàndia de l'est i part de la regió de Ostrobotnia. La ciutat té una població de prop de 2.000 habitants i cobreix una àrea de 10,23 km² dels quals 0,15 km² són aigua.
La ciutat, com la majoria de ciutats finlandeses, és bilingüe, amb una majoria (prop del 70%) de finès per sobre de suec. Kaskinen és la ciutat més petita de Finlàndia.